# Комплекс (археология)

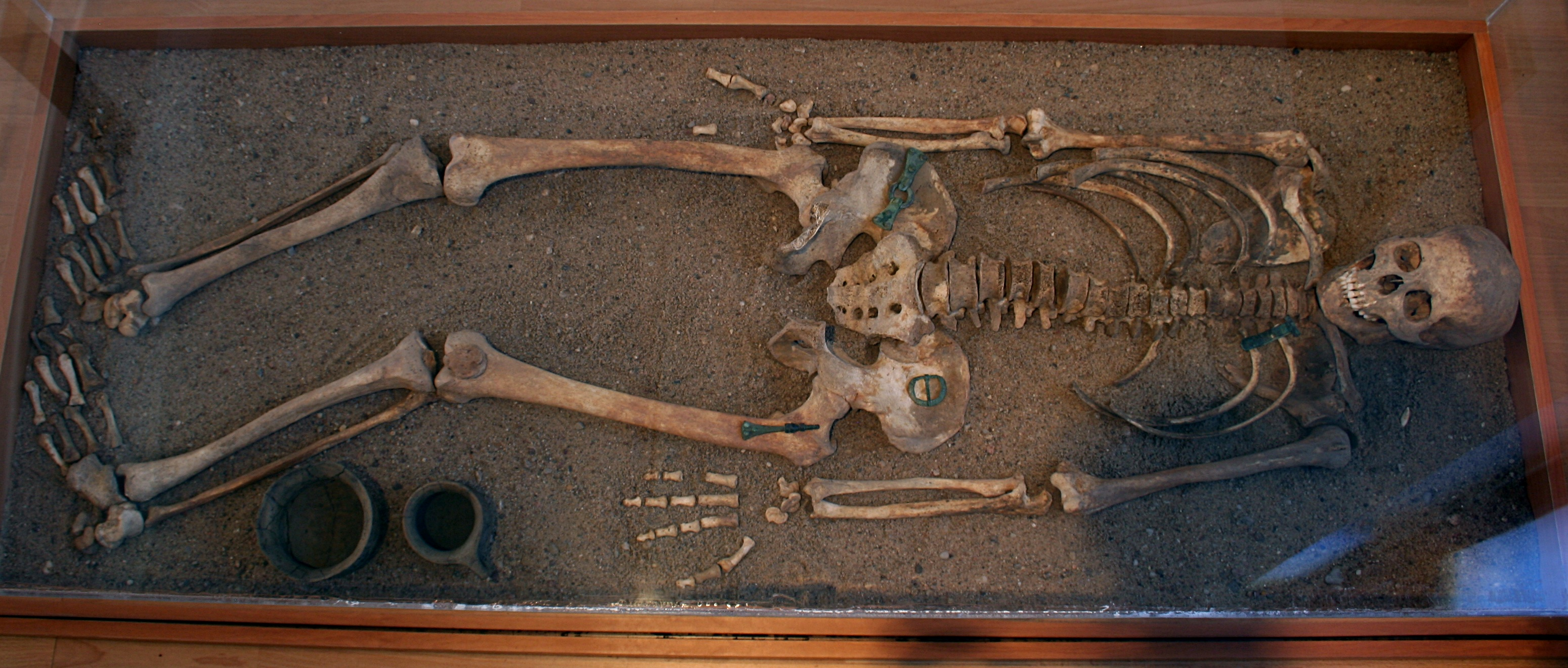
Пример закрытого комплекса — захоронение с инвентарём

Археологический комплекс — археологический термин, обозначающий совокупность артефактов, найденных вместе. Другими словами, археологический комплекс — это сочетание объектов, отделённое в пространстве от других таких же сочетаний, которое возникло в результате отдельного события или процесса. Помимо «натуральных», существуют также «аналитические» комплексы, выделяемые исследователями.
Археологические комплексы бывают открытыми и закрытыми. Вещи, оказавшиеся в земле одномоментно, образуют закрытый (замкнутый) комплекс (например, клад, погребение с инвентарём или ряд предметов, лежащих на полу сгоревшего жилища). Синхронность изготовления вещей, составляющих закрытый комплекс, необязательна — решающую роль играет одновременность археологизации. Замкнутые комплексы важны для установления относительной хронологии объектов. В отличие от закрытого, открытый комплекс формируется в результате целого ряда событий или процессов, не одномоментно. Примером открытого комплекса служит слой поселения или многократное захоронение в одной могиле. В некоторых случаях комплексы могут считаться полузамкнутыми или условно закрытыми.
Археологическим комплексом также называют группу памятников, сосредоточенных на ограниченной территории. Памятники, составляющие археологический комплекс, могут принадлежать к различным типам (стоянки, городища, селища, могильники и др.) и относиться к разным эпохам.